# Лікворологія
Лікворологія — галузь медицини, що вивчає ліквор, або спинномозкову рідину (лат. liquor cerebrospinalis).

## Значення лікворології для медицини
Важливе значення лікворології обумовлюється, зокрема, тим, що клінічне дослідження ліквору дозволяє ефективно діагностувати велику кількість неврологічних захворювань.
У здорової людини завдяки гематоенцефалічному бар'єрові (ГЕБ) склад ліквору, або спинномозкової рідини (СМР), відносно стабільний. При патології настають зміни складу ліквору, тому лабораторне дослідження СМР і має важливе значення в діагностиці та в диференціальній діагностиці хвороб центральної нервової системи (ЦНС), скажімо, геморагічного та ішемічного інсультів, менінгіту, менінгоенцефаліту, арахноїдиту різної етіології, розсіяного склерозу, пухлин і травм ЦНС та інших.

## Перспективні напрямки досліджень в лікворології
Хоча зібрано чималий обсяг інформації щодо фізіології ліквору, залишається ще дуже багато невирішених теоретичних питань у цій галузі науки. Так ще не цілковито зрозуміла фізіологічна роль цереброспінальної рідини для організму, не до кінця з'ясовані механізми пошкодження ГЕБ та імуноморфологічний склад клітинних елементів ліквору в нормі та патології. Недостатньо вивчено вміст фізіологічно активних речовин, мікроелементів, ферментів, імуноглобулінів різних класів, походження антитіл у лікворі та інші питання, що мають важливе теоретичне і практичне значення.

## Історичні етапи становлення лікворології
Гіппократ (бл. 460 — бл. 370 до н. е.) говорив про рідину під твердою оболонкою мозку.
Гален (бл. 129 — бл. 200 н. е.) вважав, що в мозку знаходиться рідина, яка утворюється в шлуночках і передає енергію для руху тіла.
Відомий анатом епохи Відродження Везалій (1514—1564) вперше описав оболонки мозку і судинні сплетіння в шлуночках.
Італійський анатом Костанцо Варолій (1543—1575) наголошував на тому, що в шлуночках знаходиться рідина, а не газоподібний «живий дух», як вважалось раніше. Вчений припускав, що ліквор, очевидно, виділяеться сплетіннями судин.
Доменіко Котуньо (1736—1822) — інший італійський анатом і лікар — вперше описав ліквор. Котуньо стверджував, що підпавутинний простір заповнений рідиною до смерті, а не після неї, як думали раніше.
Французький фізіолог Франсуа Мажанді (1783—1855) стверджував, що мозкова рідина — нормальне, а не патологічне явище. Він довів існування зв'язків між шлуночками і підпавутинним простором. Мажанді здійснив першу цистернальну пункцію і спробував дослідити отриману рідину. У 1842 р. вчений дав їй точну назву — цереброспинальна рідина і надав опис резервуарів ліквору і його циркуляції.
Німецький анатом Губерт фон Лушка (1856) дав детальний гістологічний опис мозкових судинних сплетінь та їхньої участі в утворенні ліквору. Вчений виявив латеральний отвір IV шлуночка, що веде до мозковопродовгуватої цистерни.
В Російській імперії спинномозкову рідину досліджували, зокрема, вчені українського походження Н. М. Максимович і І. В. Янчич.
Новий етап розвитку лікворології починається у 1891 р., коли майже одночасно Волтер Ессекс Вінтер в Англії і Генріх Квінке в Німеччині повідомили про результати успішних дослідів з отримання ліквору людини. Методика, запропонована Вінтером, виявилась дуже  складною. Люмбальна пункція Квінке отримала пріоритет. Дещо пізніше у США Джеймс Борн Аєр, Пол Вегефорт і Чарльз Ессік (1919) повідомили про першу субокціпітальну пункцію.
Французькі вчені Сікар, Відаль і Раву (1900) виявили клітинні елементи в лікворі і дали початок цитологічним дослідженням.
Фукс і Розенталь (1904) винайшли камеру для підрахунку лікворних клітин.
Важливим етапом в розвитку лікворології стало застосування кількісного й напівкількісного методів визначення лікворних білків, колоїдних реакцій:
- реакція з колоїдним золотом за Ланге (1912)[31][32][33]
- мастикова[34] реакція за Емануелем (1915)[35][36][37]
- нормомастикова реакція за Кафкою (1921)[38] та ін.

І сьогодні застосовується серологічна реакція за Вассерманом і Плаутом (1906).
У 1912 р. була опублікована монографія Вільяма Местреза, в якій детально розповідалося про дослідження ліквору.
В наступні роки развиток лікворології пов'язаний з досягненнями біохімії, цитології та імунології. Електрофоретичні, імунохімічні й електроімунодифузійні методи дозволили розширити знання про білкові фракції в лікворі. Нові методи досліджень — лікворо-седиментація, фільтрація, цитоцентрифугування, світлова, фазовоконтрастна і електронна мікроскопія разом з цитоімунологією — дали початок сучасній лікворній цитології і, як наслідок, сучасній лікворології.